# Gand Island
Gand Island (fr. Île Gand, hiszp. Isla Gand) – płaska, pokryta lodem wyspa o długości 5 km i szerokości 2,5 km, położona w zatoce Dallmann Bay, na północnym krańcu cieśniny Schollaert Channel, pomiędzy wyspami Antwerpia i Brabant Island w Archipelagu Palmera. Jej szczyt otacza łagodne wzniesienie. Została odkryta przez Belgijską Wyprawę Antarktyczną w latach 1897–1899, wstępnie zmapowana 30 stycznia 1898 roku i nazwana przez dowódcę ekspedycji Adriena de Gerlache'a na cześć Gandawy, miasta w Belgii, gdzie prowadzono zbiórki funduszy na sfinansowanie ekspedycji. Wyspa została sfotografowana z powietrza przez United States Navy w latach 1968–1969.